# David Ridgway
David Ridgway (Walsall, 11 de mayo de 1938 – Atenas, Grecia, 20 de mayo de 2012) era un arqueólogo británico, experto en la Arqueología italiana, especialista en etruscos.

## Biografía
Ridgway estudió clásicas en el University College de Londres con los profesores Webster, Skutsch y Robertson. Después de graduarse en 1960, hizo el posgrado sobre Arqueología en Europa y en el Mediterráneo en Oxford con el profesor C.F.C. Hawkes.
Poco después fue codirector de las excavaciones en el cementerio de  Villanova en Veyes para el British School de Roma, y luego pasó a Sybarisin, en Calabria como director de las excavaciones para la Universidad-MUseo de Philadelphia donde conoció a su futura esposa, Francesca Romana Serra (Ridgway) en 1964.
Desde 1968 fue profesor de Arqueología y Clásicas en la Universidad de Edimburgo, junto a su esposa Francesca Romana Serra Ridgway, que ya pertenecía al departamento de Arqueología.
A pesar de pasar la mayor parte de su carrera en Edimburgo, el trabajo de David Ridgway era más conocido en Grecia e Italia, donde fue considerado el máximo experto en inglés, en la colonización de los antiguos griegos del Mediterráneo, hace casi 3000 años.
Ridgway participó en las excavaciones de la antigua Pithekoussai, en la isla de Ischia, cerca de Nápoles, una de las primeras zonas colonizadas por los griegos en el siglo VIII antes de Cristo.
Ridgway y su mujer se retiraron en 2003 de la docencia,  se trasladaron a Londres, donde ambos siguieron investigando en el Instituto de Estudios Clásicos, asociado a la Universidad de Londres.
Un compendio de artículos en honor de Ridgway y su esposa se publicó en 2006 con el título Atravesando fronteras: etruscos, griegos, fenicios y chipriotas. Estudios realizados en honor de David Ridgway y Francesca Romana Serra Ridgway (Across Frontiers: Etruscans, Greeks, Phoenicians & Cypriots. Studies in honour of David Ridgway and Francesca Romana Serra Ridgway). Su mujer Francesca, había fallecido en 2008.